# 外部
外部（英語：exterior），為點集拓樸的名詞，拓扑空间 X 的子集 S 的「外部」，是 X 中所有跟 S 不相交开集的聯集。它自身是开集合。S 的外部可記为 ext S 或 Se。S 的外點是 S 的外部的元素。

## 等价定义
S 的外部等价于 S 的闭包的补集，也等價於 S 在 X 中的补集的内部。

## 性質
許多外部的性質可直接從內部得出，例如
- ext(S)是不交於S的開集。
- ext(S)是所有不交於S的開集之聯集。
- ext(S)是不交於S之開集中最大的。
- 如果S是T的子集，則ext(S)是ext(T)的父集。

不像內部算子，外部算子並非冪等，但有如下性質
- ext(ext(S))是int(S)之父集。